# Adelheid Theil
Adelheid Theil (* 1969 in Mediasch, Siebenbürgen, Rumänien) ist eine deutsche Schauspielerin. Bekannt wurde sie vor allem für die Darstellung der Sekretärin Claudia Heilert in der Fernsehserie Die Fallers – Die SWR Schwarzwaldserie.

## Leben
Theil ist in Mediasch geboren und wuchs nach ihrer Übersiedlung nach Deutschland zunächst in Rastatt auf. Später lebte sie 15 Jahre in Karlsruhe, wo sie nach der allgemeinen Hochschulreife von 1990 bis 1993 die Badische Schauspielschule Karlsruhe besuchte. Seit 1993 wirkte sie in verschiedenen Film- und Fernsehproduktionen mit, so unter anderem in Tatort, Wilsberg, Marienhof sowie Edel & Starck.
Von 1994 bis 1999 war sie Mitglied des Ensembles am Kammertheater Karlsruhe. Danach spielte sie an weiteren Schauspielhäusern. In Gernsbach-Hilpertsau spielte sie auf der Bühne Alte Turnhalle in mehreren Produktionen mit.
Neben ihrer Tätigkeit als Schauspielerin ist sie seit 2011 als Dozentin in Schauspielworkshops für Kinder tätig.
Deutschlandweite Bekanntheit verdankt sie ihrer Rolle als Claudia Heilert in der Fernsehserie Die Fallers, welche sie seit 1994 nahezu ununterbrochen spielt.

## Privates
Theil lebt mit ihrer Familie in Muggensturm im Landkreis Rastatt. Sie ist verheiratet und hat eine Tochter. Die 2005 geborene Leonie Lavinia May sammelte erste Schauspielerfahrung 2011 in einer Rolle der SWR-Produktion Bloch: Heißkalte Seele.

## Filmografie
- seit 1994: Die Fallers – Die SWR Schwarzwaldserie, Fernsehserie, SWR
- 1996: Nadine, nackt im Bistro
- 1996: Tatort: Schlaflose Nächte
- 1999: Pauls Reise
- 1999: Wilsberg: Wilsberg und die Tote im See
- 2003: Glückliche Tage VI – Bis auf die Knochen
- 2005: Glückliche Tage VII – Die Rolle ihres Lebens

## Theater
- 1999/2001: Gretchen 89ff, Grenzlandtheater Aachen/Theater im Rathaus Essen
- 2001: Wochenendkomödie, Komödie Frankfurt am Main
- 2005: Genug ist nicht Genug, Kammertheater Karlsruhe
- 2007–2008: Dein ist mein ganzes Herz, Kammertheater Karlsruhe
- 2009–2011: Die amerikanische Päpstin, freie Produktion
- 2009–2012 Das Kammermädchen, freie Produktion